# Mount Strybing
Mount Strybing ist ein 3200 m hoher Berg im westantarktischen Ellsworthland. Er ragt 5 km südöstlich des Mount Craddock im südlichen Teil der Sentinel Range des Ellsworthgebirges auf.
Der United States Geological Survey kartierte ihn anhand eigener Vermessungen und mithilfe von Luftaufnahmen der United States Navy zwischen 1957 und 1959. Das Advisory Committee on Antarctic Names benannte ihn 1961 nach Henry Strybing (1921–1998) vom United States Marine Corps, Navigator bei den Lufterkundungsflügen mit einer Douglas DC-3 in dieser Region zwischen 1957 und 1958.